# 亚迪拉·卡拉韦奥
亚迪拉·卡拉韦奥（英語：Yadira Caraveo，1980年12月23日—）为美国政治人物及儿科医生，隶属于民主党。卡拉韦奥于2018年当选科罗拉多州众议院第31选区议员，并于2019年1月4日上任。该选区涵盖了亚当斯县和韦尔德县的部分地区。随后她于2022年参加了新设立的科罗拉多州第八国会选区联邦众议员选举并成功当选，成为了该州历史上第一位拉丁裔国会议员。

## 早年生活和教育
卡拉韦奥生于美国科罗拉多州，其父母皆为20世纪70年代来到美国的墨西哥无证移民。她在医学院学习时自愿参加了2008年奥巴马的竞选活动。他先是于瑞吉斯大学获得了理學學士学位，后于科罗拉多大学丹佛分校医学院获得了醫學士学位。随后卡拉韦奥在新墨西哥大学医院完成了儿科住院医师培训，后来还在那里参与了实习医生和住院医生委员会的工作。

## 科罗拉多州众议院
除了担任科罗拉多州众议院议员之外，卡拉韦奥同时在科罗拉多州桑顿兼职儿科医生。自2017年开始，卡拉韦奥还兼任科罗拉多州亚当斯县Anythink图书馆系统的董事会成员。

### 选举
2018年11月6日，卡拉韦奥在决选中以得票率55%对39%的优势击败了共和党提名人里科·菲格罗亚，成功当选科罗拉多州众议员。

### 任内
卡拉韦奥发起了一项向无证移民免费提供避孕用品的提案，并引用研究表明这一政策确实能够降低孕产妇死亡率和婴儿死亡率。此外她还发起了一项对大麻产品消费设定年龄限制的提案，同时在提案中要求验尸官对所有非正常死亡者进行四氢大麻酚测定。这一提案引发了争议，卡拉韦奥认为该提案能够阻止青少年大麻成瘾，但反对者认为这一检测会基于种族歧视的动机。